# Pushback truck

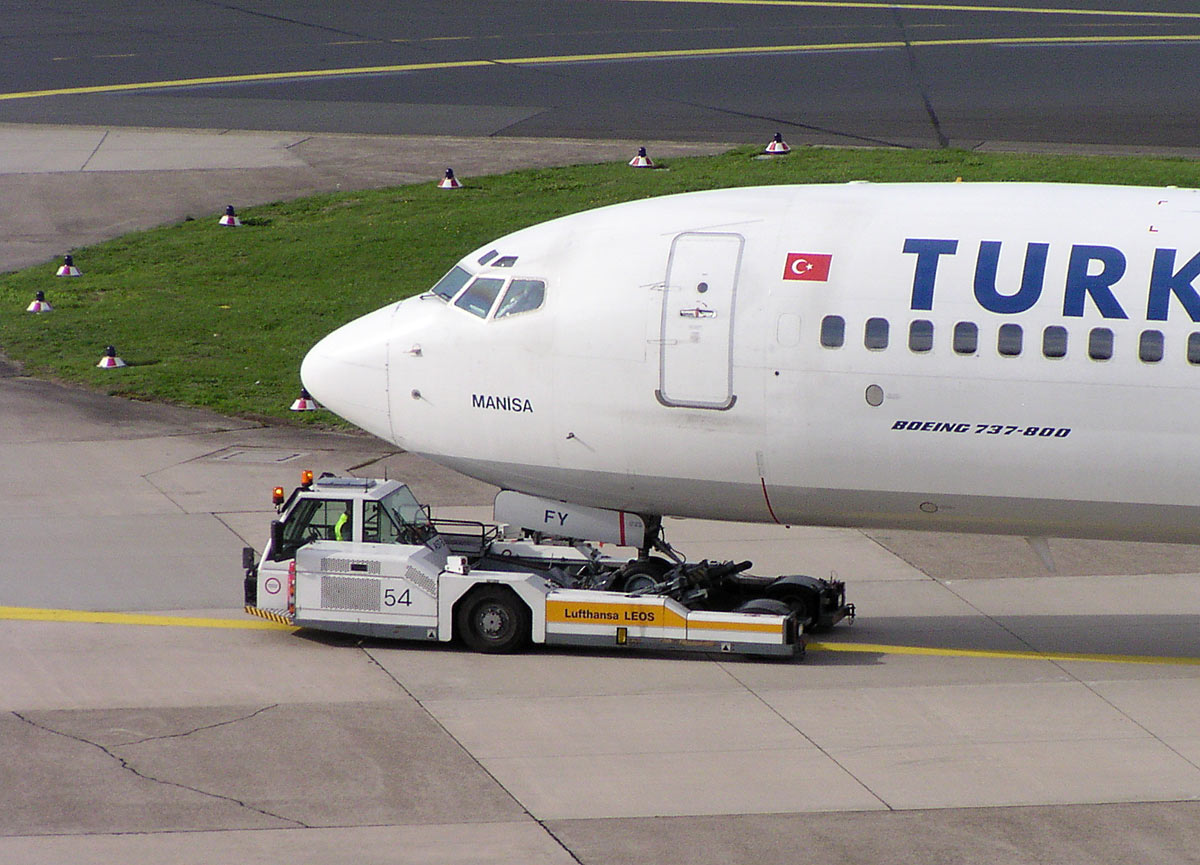
Een pushback truck

Een pushback truck, in officiële termen een tug genoemd, is een rangeervoertuig voor vliegtuigen. Het wordt gebruikt bij de pushback van een vliegtuig. Pushback trucks zijn meestal dusdanig ontworpen dat ze onder de neus van een vliegtuig passen.
Een pushback truck wordt met een stang (de zogenaamde towbar) aan het neuswiel van het vliegtuig bevestigd. Tegenwoordig wordt ook een systeem gebruikt waarbij de pushback truck het neuswiel van het vliegtuig optilt. Het koppelen en ontkoppelen gaat met deze laatste methode veel sneller.

## Merken
Pushback trucks worden onder meer gemaakt door Goldhofer, Douglas, Schopf en Kamag.

## Galerij

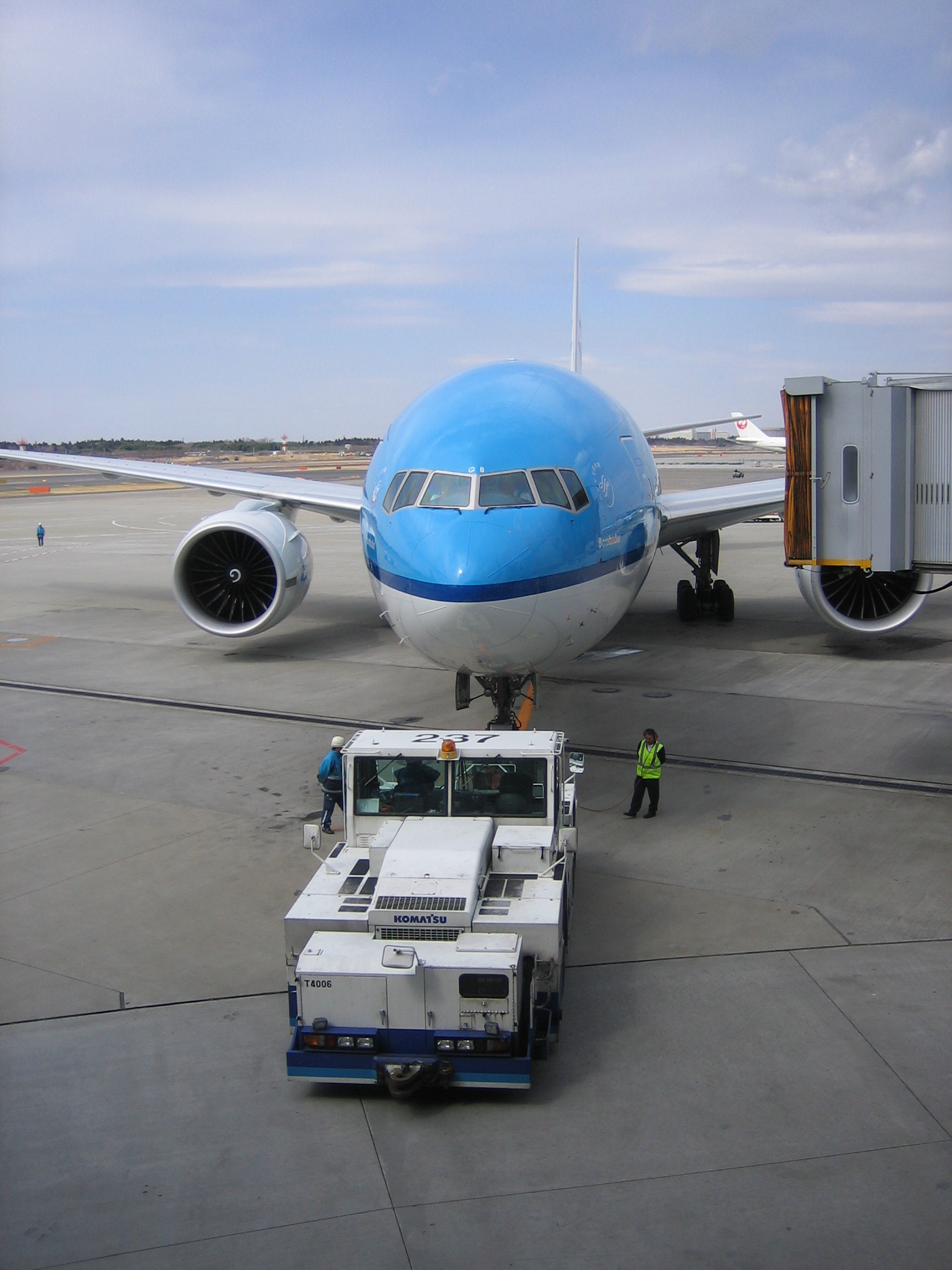
Pushback van een Boeing 777 op Narita International Airport
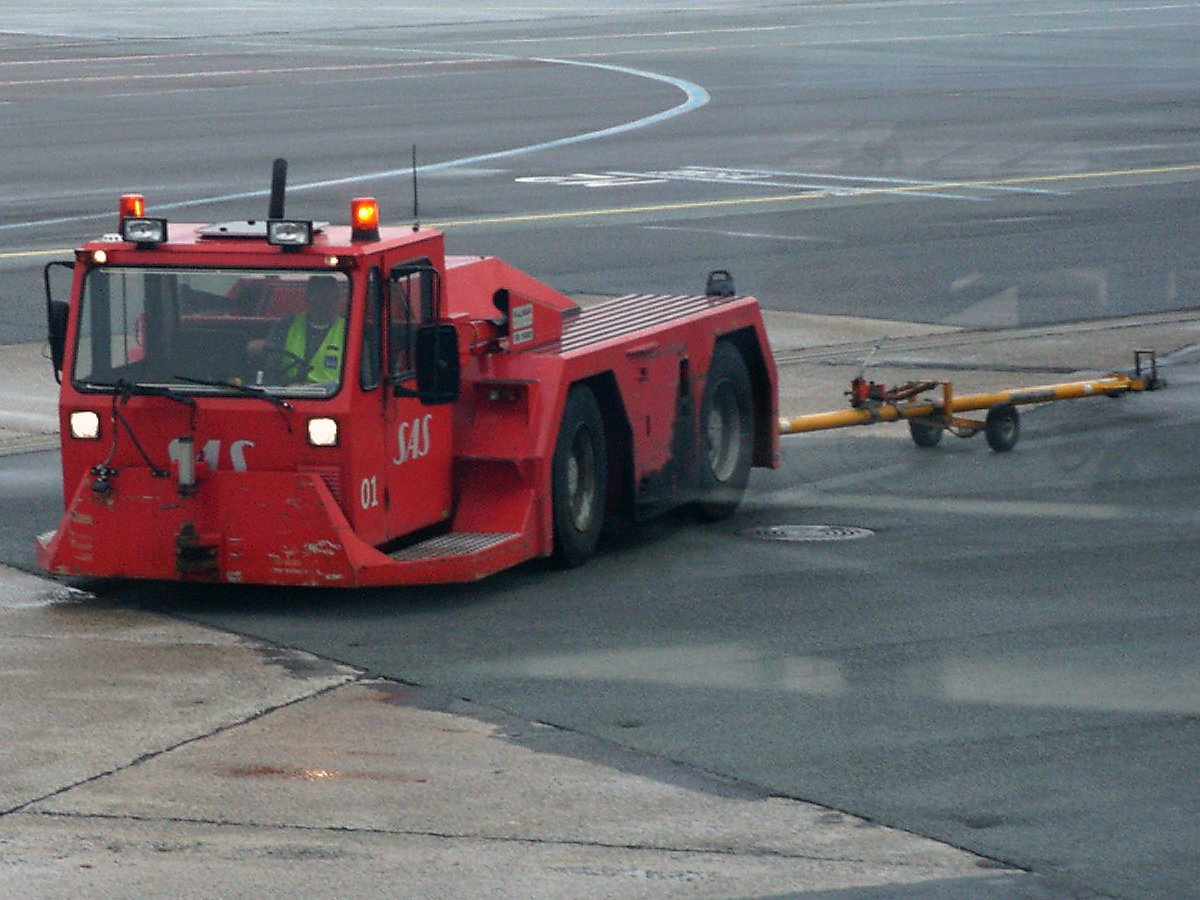
Pushback truck met "towbar"
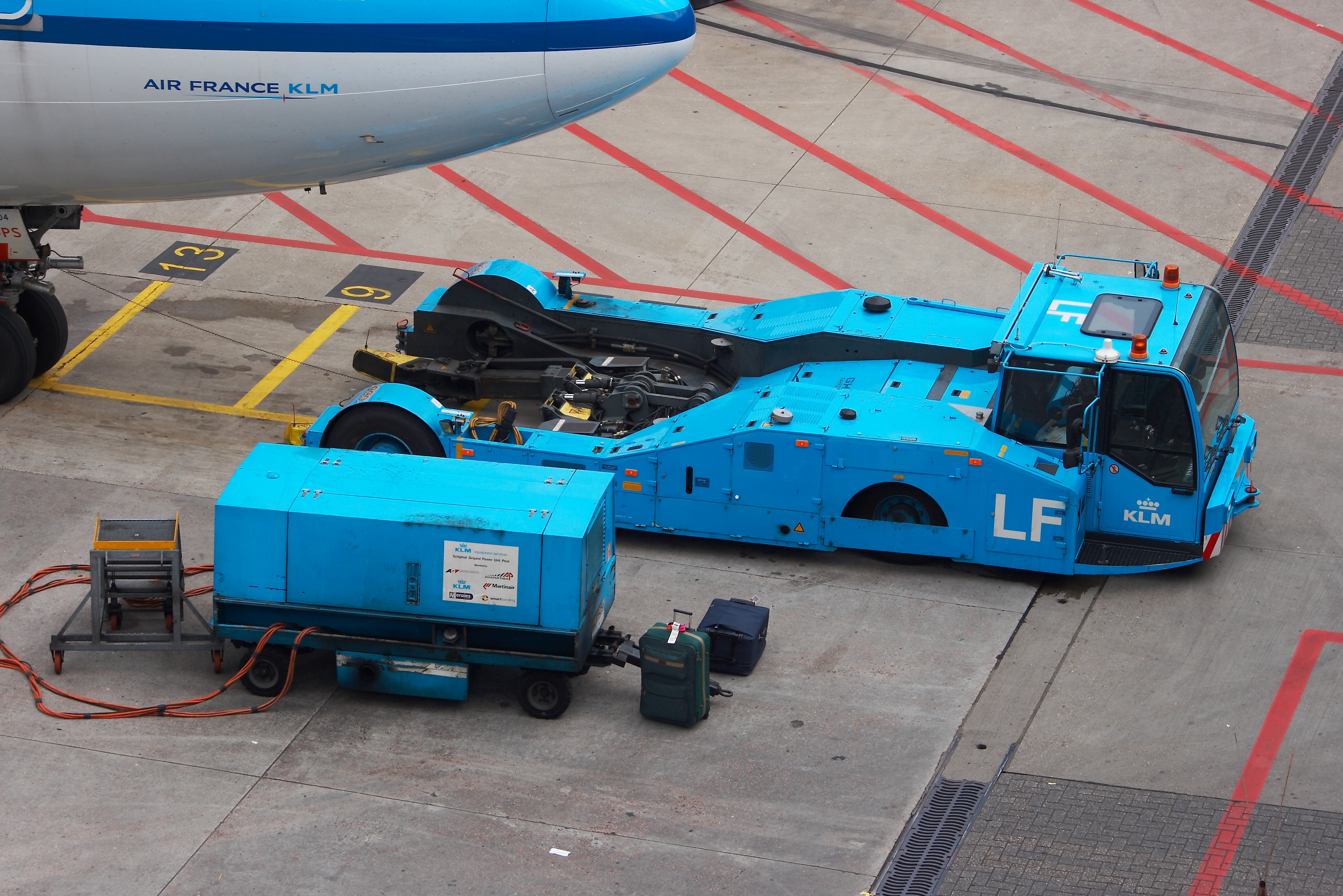
KLM pushback truck met ervóór een Ground Power Unit (GPU)
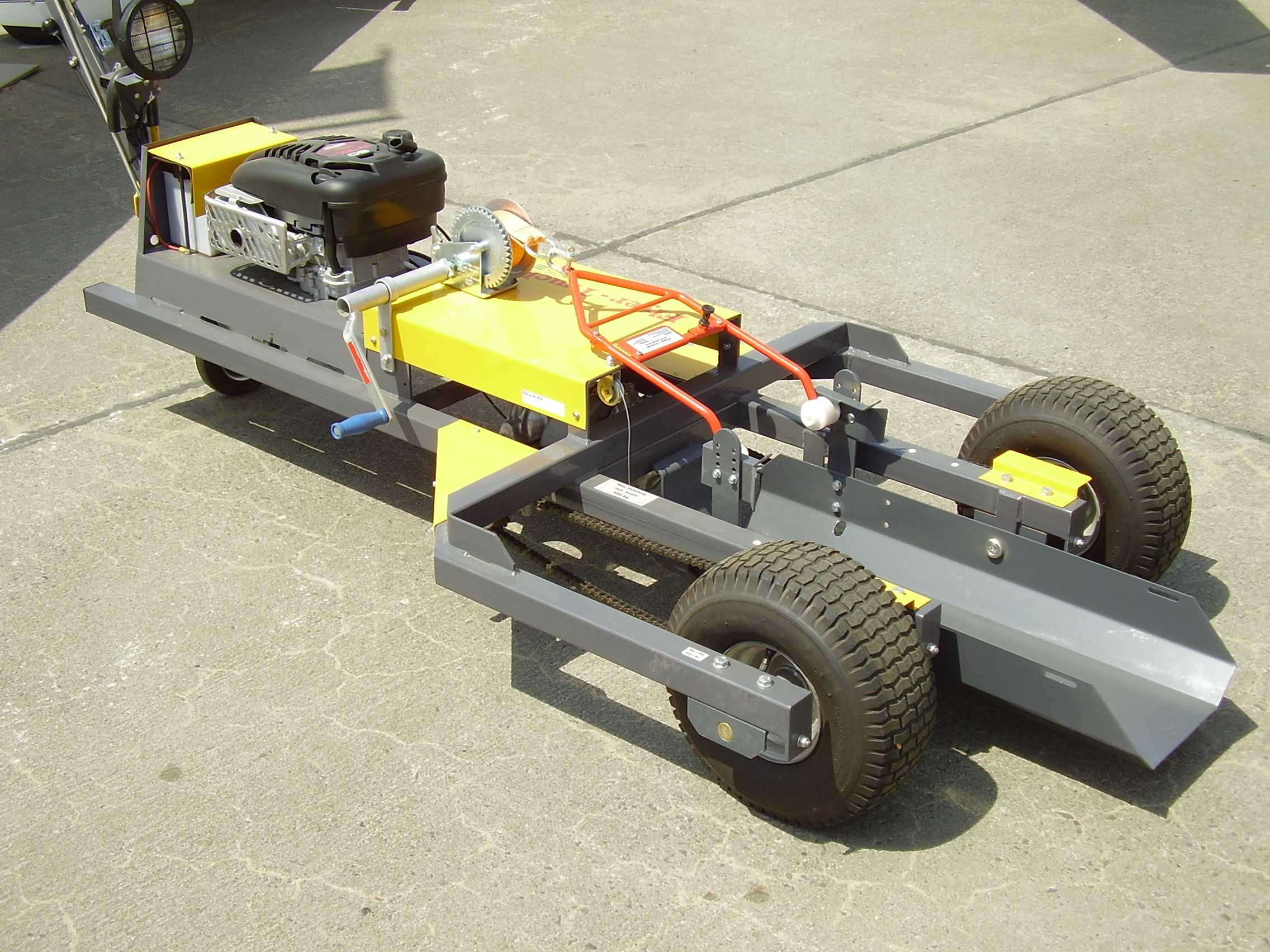
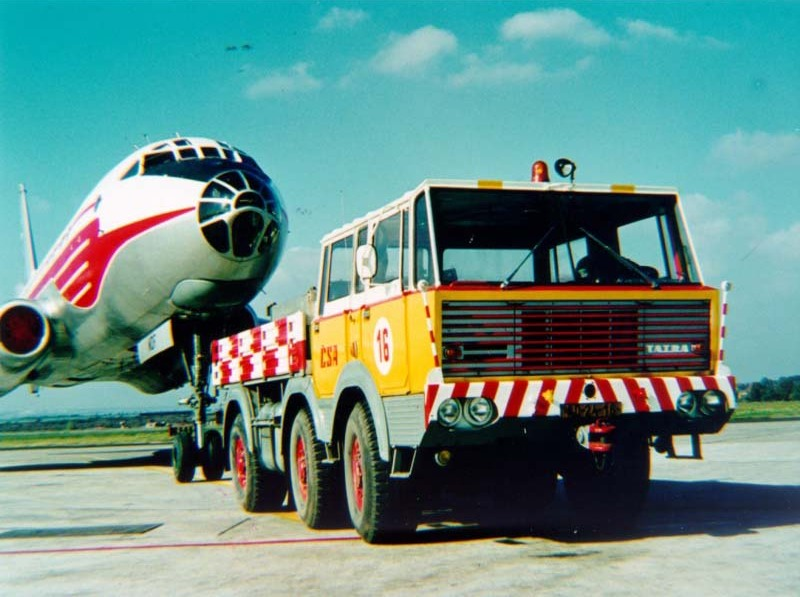
Een Tatra T813 6x6 pushback truck